# Бал офіціантів
Бал офіціантів (англ. The Waiters' Ball) — американська короткометражна кінокомедія Роско Арбакла 1916 року.

## Сюжет
Фатті та Аль хочуть запросити офіціантку на бал, але виникає проблема: Фатті має смокінг, а Аль немає.

## У ролях
- Роско ’Товстун’ Арбакл — кухар
- Аль Ст. Джон — офіціант
- Корін Паркет — касирка
- Джо Бордо — брат касирки
- Кейт Прайс — посудомийка
- Еліс Лейк — клієнт
- Джиммі Браянт — клієнт
- Джордж Маршалл — людина з доставки
- Роберт Максімілліан — власник